# VTB
VTB銀行（露: ПАО "Банк ВТБ"）はモスクワのメガバンク。戦間期に設立された外国貿易銀行が起こり。ペレストロイカの混乱を経て1990年に設立された。現在は世界19カ国に展開する多国籍企業。2001年末にロシア連邦中央銀行から分離、国有化された。自行とゴスバンク（Gosbank）の系列だった在外銀行を2005年に回収した。国際陸連パートナーのひとつ。

## フランスの赤い銀行
ネップ初期の1922年、ロシア商業銀行が設立された。これは株式会社であり、ゴスバンクと外資が参加した。外債の誘致と貿易為替業務が目的であったが、実態は個人との外貨取引等、貿易外取引に関わる金融しか行わなかった。貿易金融はゴスバンクが担っていた。1923年から翌年にかけて、ソ連政府がロシア商業銀行株のスウェーデン保有分をいくらか買収し、ロシア商業銀行を新設の外国貿易銀行（Vneshtorgbank）に編成した。これがVTBの原点となる。
当時ソ連政府の対外経済政策は露亜銀行がメインであったが、ほどなく清算されてしまう。
1925年、ソ連政府がパリの北欧商業銀行（Banque Commerciale pour l'Europe du Nord – Eurobank）を買収した。この銀行は資本金が全てソ連によっており（ゴスバンクと外国貿易銀行）、経営も自己資金だけで行われた。北欧商業銀行の取締役にはディミトリ（Dimitri Navachine）がいた。彼はロスチャイルドと古くから姻戚のヴォルム（Banque Worms）に通じる銀行家であった。1937年に反共ファシスト団体（La Cagoule）を組織してすぐ、200家族ヴァンデルらの鉄鋼団（Comité des Forges）が所有するビルを爆破した。
世界恐慌やペタン政権下で北欧商業銀行がどうしていたかは、よく分かっていない。

## 戦後ペレストロイカまで
1950年6月の朝鮮戦争勃発にともなう米ソ関係の悪化で、社会主義陣営はその米国にあった資産をすべて、北欧商業銀行とナロードニキ銀行（Moscow Narodny Bank Limited）ロンドン支店に避難させた。2行は食糧買いつけのため、1963年から2年、約500トンの金を放出した。ドルショックのときは外貨を借り入れてしのいだが、1978年から1982年にかけて不作にみまわれ、再び金を売りに売った。
1961年1月、外国貿易銀行は外国為替専門銀行になった。外国貿易銀行は業務が限定されていたので、主な外国為替・金融業務はゴスバンクの一部局が処理していた。この部局が専門銀行へ移管されたのである。こうして専門銀行は、ゴスバンク・自行系列の在外銀行と連携して政府の貿易金融を担った。
専門銀行が1987年にソ連対外経済関係銀行（Vnesheconombank, 通称ロシア開発銀行）となった。
ロシア開発銀行は公企業と連携し多くの系列銀行をつくった。それらには特権が与えられ、ソ連政政府から安く資金を借りて起業者に高利で貸し出した。ロシア開発銀行の資金は、出所が政府だけではなかった。ロシア開発銀行は政府の貿易金融を担ったというより、ソ連国内輸入者と国際金融市場を仲介した（定款を参照）。それに越権してまで資金を西欧の銀行に頼った。利ざやはどこへやら、1991年末のソビエト連邦の崩壊時にロシア開発銀行は650万ドルの債務不履行に陥っていた。

## 露清銀行の再現まで
ロシア連邦は、成立してすぐにゴスバンクの国内支店から中央銀行を設立した。1990年10月、この中央銀行はロシア開発銀行に国家債務を背負わせて再編成した。これがVTBである。2001年末、VTBは国内銀行で資本金が第二位、BIS規制上のティア1資産（Tier 1 capital）保有高で首位となった。発足から同時点まで、VTB は33支店と4系列銀行を従える完全な商業銀行であり、貿易業務はVTBのバランスシートに8％を占めるだけであった。ロシア財政危機を生き残れたのは、国内大手同様に預金を政府が保証したからであった。しかしこの2001年末にプーチンのクレムリンが、VTBを経済成長の障害であるとしてさらに統制しようと改革案を示した。VTB株の40％を国有化して、およそ20％を3億ドルで欧州復興開発銀行に引受けさせる。これには中央銀行が反発した。2002年遅くまで駆け引きが続き、プーチンが競り勝った。中央銀行はVTBを政府へ譲渡し、対価として13億ドル相当の財務省証券とロシア開発銀行が保有していた3.5億ドル相当の社債を受け取った。
VTB は2004年に経営破たんしたグタ銀行（Guta Bank）を買収し、（2005年にミハイル・ザドルノフが）VTB24というリテールバンクに再生した。翌2005年ゴスバンクの国際ビジネスを次々と吸収した。まずはサンクトペテルブルクのPSB（Promstroybank）を買収した。ナロードニキ銀行も吸収した（VTB Capital）。VTB はロシアの銀行で初めて中国での営業許可を得て支店を出した。2007年VTB　はモスクワとロンドンで株式公開することで、22.5％の株式を売却し80億ドルを調達した。
ナロードニキを買収した2005年をさらに書くと、フランクフルトの東西銀行（Ost-West Handelsbank）を買収し、ルクセンブルクの東西統合銀行（East-West United Bank）も傘下においている。さらにドナウ銀行（Donau Bank）を完全支配したが、同行は1974年にゴスバンクと専門銀行が設立していた。VTB は2005-2006年に資本金を倍増、二割超の増収を達成した。銀行法や独禁法に服さない国策会社であったが、2007年に国会で開発銀行法が成立して法的根拠を得た。

## 税金の漏洩
VTB本体は旧ナロードニキのVTBキャピタルと連携していたが、2009年初めに元ロイズ本部を買い取って百人以上の従業員を確保した。世界金融危機がロシアを直撃した。夏にVTB は260億ルーブル（8.12億ドル相当）の債務超過に陥っていた。そこへ政府が比較的余裕のあるVTBをして国内企業へ救済融資をさせた。VTBの株価は公開時の23％に暴落した。年末にVTBの対外債務が90億ドルに達し、このうち24億ドルを返済するため税金が投入された。2010年夏までにVTBキャピタルは支店を四つも出した。VTBキャピタルはロシア外債発行の主幹事であり、すぐにロシア企業の株式発行における第一人者ともなった。VTB本体は2010年までに1800億ルーブル（58.4億ドル相当）の税金を投入されていた。この結果、2002年には40から60億ドルであった総資産額が1200億ドルほどに膨張した。また「南下政策」が多くのアジア投資家を振り向かせ、VTBのヘッジファンド依存症は解消された。
2011年、VTBがモスクワ銀行（Bank of Moscow）を敵対的に買収した。モスクワ市に1030億ルーブル（32億ドル）を支払い、モスクワ銀行株の46％に加え支配率を75％まで引き上げる権利を獲得したのである。モスクワ銀行の不良債権は内部者取引で抱えたものということが報道で明らかにされていたため、この買収がロシアの預金保証制度を壊すのではないかと懸念された。
2012年1月19日、ザ・モスクワ・タイムズの報道によると、VTBが140億ドルを市場金利より安く政府保証で調達したいと言い出したので、プーチンが年恒例の会議において問題を自己解決すべきという主旨の罵詈雑言を浴びせた。VTB株価は回復していたが、それでも公開時の半分くらいであった。2月、各人50万ルーブルを上限として個人投資家の購入したVTB株を公開時価格で買い取ることになった。VTBの3/4が連邦所有であり、政府の介入が配当を実現させたことをプーチンは強調した。実に個人投資家の65％が自社株償却に応募し、VTBは総額114億ルーブル（3.85億ドル）を支払った。

## 世界決済戦争
VTB は2012年も海外進出に積極的であった。ブラックストーン系の投資銀行エヴァコア（Evercore Partners）と組んで、マイケル・ミルケンのドレクセルがやったような「ビッグビジネス」をロシア・北米間で取引しようとした。ブラジルのBTG（BTG Pactual）とも同様の提携関係に合意した。バンカメ出身の副社長のリカード（Riccardo Orcel）が一連のビジネス外交を指揮した。VTBを極東の大都市へ売り込むために、メリルリンチやゴールドマン・サックスやスイスのUBSなどからオールスターを結成した。
しかし、香港・シンガポール・上海・北京での営業圏強化は欧米との経済摩擦を引き起こした。
2013年、VTBが新株を発行した。結果として議決権株の連邦保有分は60.93％に減ったが、普通株もふくめると85.27％を維持した。VTBは高所得者向けのサービスに傾注した。また、レト銀行（Leto Bank）を買収してから個人客にもサービスを拡充してゆく中期計画が立てられた。しかし、これが翌年仇となってしまうのである。
VTBは2014年ウクライナ騒乱の後、アメリカ人への新規融資を禁じた。アメリカ合衆国財務省は7月に報復として制裁措置に出た。英米はロシアを国際銀行間通信協会から追い出そうとし、ロシア側はスウィフトネットの代替システムを作ると公言、啖呵を切った。しかし協会が脱退措置に難色を示すなどして、現在この件は沙汰やみとなっている。
VTB24は制裁措置が痛手となったことを認め、2015年に55以上の事務所をたたむと発表した。リテール部門も国が住宅ローンを保証しなければモーゲージ債発行額を60％減らすと述べた。VTB本体は、政府から2140億ルーブル（34億ドル）を借り受けてバランスシートを支える一方、国家福祉基金（Russian National Wealth Fund）からも1000億ルーブル（16億ドル）を借りて金融投資業務に振り向けた。これら社債のうち大部分の3070億ルーブル（46億ドル）が優先株に交換された。
2016年、VTBのデータセンター（MultiCarta Ltd.）がApple PayとSamsung Payのサービス開始。同年5月、VTBがモスクワ銀行を完全吸収。9月19日、VTBとVTBキャピタルが反競争的な架空ブロック取引を行ったとして、アメリカのCFTC（Commodity Futures Trading Commission）が民事賠償として連帯債務500万ドルを課した。12月にVTBが三井住友銀行と業務提携を調整していることが明らかとなった。2017年1月に中央銀行がブロックチェーン導入へ向けて具体的に動き出し、同行のフィンテック協会にアルファ銀行やVTBが在籍した。3月VTBはインドから撤退。10月VTBキャピタルがヴィラコッポス国際空港の買収を計画していることが分かった。

## ロシア開発銀行の定款
1988年の定款に「輸出入、および非商業活動その他から生じるソ連の国際決済を組織し実施する」「ソ連の対外取引に必要な信用供与を行い（中略）ソ連通貨、および外貨での資金調達を行う」とある。ソ連の国際決済については邦訳が出ている。しかし技術的詳細を述べた各章が省略され、ついにソ連崩壊まで訳出されなかった。他の定款条項としては次のようなものがある。「国際市場において、金銀プラチナその他の貴金属、自然貴石、または貴金属や貴石から作られる物品を売買する。また貴金属を口座/預金として預かり、国際銀行業務の慣例に従いこれらの貴重品に関するほかの業務を行う」「ソ連の領土内の団体および個人に対し、外貨建て支払書類ならびに他の外国為替に相当する貴重品を売買する」手前の条項には国際証券集中保管機関としての性質が認められる。また、ペレストロイカにおける外貨の利用と配分を取り仕切る旨が次のように書かれている。「ソ連の経済的、社会的発展のための国家計画、合同の信用供与計画、ソ連の銀行間における資金の分配および信用の配分に関する計画、合同の外国為替計画の作成、および製品の輸出入量の決定に参加する。また、外国為替による収益や、銀行業部関連支出に関する提案書を作成する」「外国為替計画、関係省庁による外国為替の収益および支払に関する目標数値の達成、さらにソ連の外国通貨資源の正当かつ合理的利用に対する決定権を有する。また外国為替計画の実施状態、および外国為替目標数値達成に関する報告書を一定の書式に基づき提出する」また、ジョイント・ベンチャーの設立に関する業務が規定されており、同行は中東/中米のオイルマネーと結びついてグローバルに事業を展開した。その歴史的典型がアーマンド・ハマーである。ベクテルとも提携して技術を吸収した。

## 2022年ウクライナ侵攻に伴う経済制裁
2022年2月24日、ロシアがウクライナへ侵攻。アメリカと欧州各国はロシアに対する経済制裁として、VTBを含む一部のロシアの銀行を国際銀行間通信協会から排除することを決定。国際決済ネットワークから除外されることとなった。
民間でもアップル社などがサービス提供の見直しを決定しており、2月末までにVTBが提供してきた決済サービスApple Payが使用不能になった
ほか、VTBのアプリがまもなく機能しなくなることをリリースしている。